# 長野県道・岐阜県道486号王滝加子母付知線
長野県道・岐阜県道486号王滝加子母付知線（ながのけんどう・ぎふけんどう486ごう おうたきかしもつけちせん）は、長野県木曽郡王滝村と岐阜県中津川市を結ぶ一般県道である。

## 概要
県境の真弓峠付近は営林署専用林道のため、一般車の通り抜けは不可能。

### 路線データ
- 起点：長野県木曽郡王滝村（長野県道256号御岳王滝黒沢線交点）
- 終点：岐阜県中津川市付知町（付知峡口交差点、国道257号交点）

## 地理

### 通過する自治体
- 長野県
  - 木曽郡王滝村
- 岐阜県
  - 中津川市

### 交差・接続する道路
- 長野県道256号御岳王滝黒沢線 : 長野県木曽郡王滝村（起点）
- 国道257号 : 岐阜県中津川市付知町（付知峡口交差点 : 終点）